# Стиль Ванкувер
Стиль Ванкувер (англ. Vancouver Style) — стиль оформлення посилань у наукових роботах, передбачає використання посилань у тексті роботи щоразу при цитуванні джерела, будь це парафраз, цитата всередині рядка чи блокова цитата. Сфера застосування — медицина та фізичні науки. Використовується у MEDLINE та PubMed.

## Приклади вживання
У тексті з цитованою інформацією вказується порядковий номер, який також відображається у списку використаних джерел. Можливі чотири варіанти позначення цитувань в тексті: у круглих дужках:  (1); у квадратних дужках:  [1]; надрядковий цифровий індекс:1 або комбінація [1]
Якщо прізвище автора цитованої праці вказано в парафразі чи цитаті всередині рядка, позначення цитування ставиться одразу після прізвища.
Якщо прізвище автора цитованої праці не вказано в парафразі чи цитаті всередині рядка, позначення цитування ставиться наприкінці цитованого тексту після розділових знаків.
Якщо прізвище автора цитованої праці вказано в тексті блокової цитати, позначення цитування ставиться наприкінці цитованого тексту після розділових знаків.
Якщо джерело згадується у тексті знову, йому необхідно присвоїти той самий номер.
Зазвичай, сторінковий інтервал у внутрішньо текстовому посиланні не зазначається, але за потреби його можна вказати поряд із порядковим номером.
При цитуванні кількох джерел одночасно, необхідно перерахувати кожен номер в дужках, через кому або тире. У посиланні не повинно бути пробілів між комами або тире.